# Alfredo Cristiani Burkard

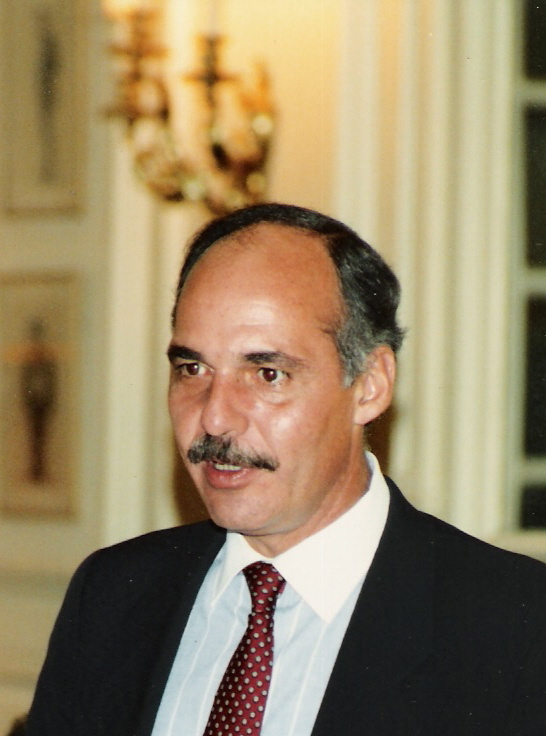
Präsident Cristiani 1989 in London

Alfredo Cristiani Burkard (* 22. November 1947 in San Salvador) ist ein ehemaliger salvadorianischer Politiker. Von 1989 bis 1994 war er Staatspräsident.

## Werdegang
Cristiani Burkard wurde 1947 als Sohn eines Kaffeeproduzenten geboren. Nach dem Besuch einer religiösen Schule in El Salvador studierte er in Washington DC an der Georgetown University. Nach seiner Rückkehr in die Heimat war er im Familienunternehmen tätig.
Bis im Juli 2008 Monsanto die Semillas Cristiani Burkard S.A.(SCB) aufgekauft hat, war Cristiani Generalvertreter für Monsanto Hybirdsaatgut in Zentralamerika.
In den 1980er Jahren wurde er Mitglied der rechten Partei ARENA. Nach den Wahlen am 31. März 1985 wurde er als Nachfolger von Roberto D’Aubuisson Arrieta Parteivorsitzender. Die ARENA stellte ihn im Mai 1988 als Kandidaten für die Präsidentschaftswahlen auf. Er gewann die Wahlen in der ersten Runde mit einem Stimmanteil von 53,8 % und wurde am 1. Juni 1989 Präsident von El Salvador.

### Präsidentschaft
In Cristianis Regierungszeit begannen am 13. September 1989 Verhandlungen zwischen der FMLN und der Regierung. Am 31. Oktober 1989 wurden bei einem Bombenanschlag auf die Gewerkschaft Federación Nacional de Sindicatos de Trabajadores Salvadoreños (FENASTRAS) neun Menschen ermordet, darunter die Gewerkschaftsfunktionärin Febe Elizabeth Velasquez. Am 11. November 1989 begann die FMLN ihre dritte Offensive und griff die Wohnviertel der salvadorenischen Elite im nördlichen San Salvador, Colonias San Benito und Escalón, unter der Parole Todos Al Tope  an. Als Reaktion bombardierte die Fuerza Aérea Salvadoreña die dichtbewohnten Armenviertel im nördlichen San Salvador. Dabei starben mehrere Hundert Menschen. René Emilio Ponce, Leiter des Generalstabes der FAES befahl den Mord an den Jesuiten der Universidad Centroamericana José Simeón Cañas (UCA) und aller Zeugen, weshalb am 16. November 1989 die sechs Jesuiten Ignacio Ellacuría, Ignacio Martín-Baró, Segundo Montes, Amando López, Juan Ramón Moreno, Joaquín López y López und die Haushälterin Elba Julia Ramos sowie ihre Tochter Celina ermordet wurden. Am 16. Januar 1992 unterzeichneten Präsident Cristiani und Vertreter der FMLN im Castillo de Chapultepec in Mexiko-Stadt einen Friedensvertrag, der unter dem Namen Acuerdos de Paz de Chapultepec/Chapultepec Peace Accords bekannt ist, und der den zwölf Jahre andauernden Bürgerkrieg in El Salvador beendete.

### Strafverfolgung
Am 13. November 2008 reichten die spanischen Menschenrechtsorganisation Asociación pro derechos humanos de españa (APDHE) und das Center for Justice & Accountability (CJA) Klage bei der Audiencia Nacional de España wegen der Morde in der UCA am 16. November 1989 ein. Die Klage richtet sich gegen Christiani sowie 14 hochrangige Militärs, welche das Massaker befohlen haben sollen. Die Audiencia Nacional kann tätig werden, da es sich bei einem Teil der Opfer um spanische Staatsbürger handelte oder entsprechend dem Prinzip der universellen Gerichtsbarkeit, da in El Salvador die Verbrechen nicht verfolgt werden. Der Untersuchungsrichter Eloy Velasco prüft, ob Verfahren eröffnet werden.
Seitdem es seit 2022 auch in El Salvador eine Strafverfolgung wegen dieses Verbrechens gibt, befindet sich Alfredo Cristiani auf der Flucht. Angeblich soll er sich in Italien aufhalten.